# Microplecus longipalpi
Microplecus longipalpi är en tvåvingeart som först beskrevs av Rao 1953.  Microplecus longipalpi ingår i släktet Microplecus och familjen gallmyggor. Inga underarter finns listade i Catalogue of Life.